# Karesos Flumen
Il Karesos Flumen è una struttura geologica della superficie di Titano.